# Afroamericans de Saint Vincent i les Grenadines
Els afroamericans de Sain Vincent i les Grenadines (o afrosantvincentans o santvincentans africans) són els habitants de Saint Vincent i les Grenadines afrodescendents, que tenen avantpassats africans, sobretot d'Àfrica Occidental. La majoria dels vincentans tenen avantpassats africans que foren portats a l'illa perquè treballessin a les seves plantacions.
El 2013 els sant vincentians afrodescendents eren el grup majoritari del país: el 66%. A més a més, un 19% addicional eren mulats.

## Història

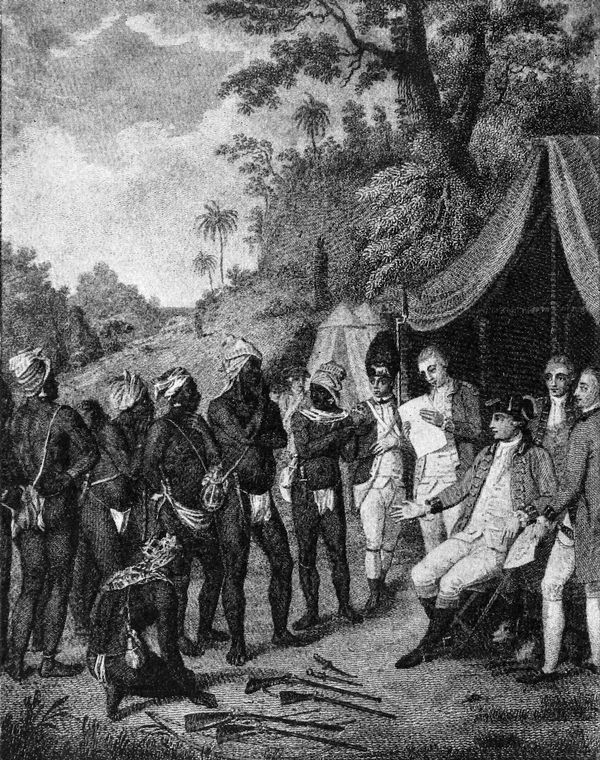
Negociacions de pau entre els caribs negres i les autoritats britàniques a Saint Vincent el 1773

Els francesos quan intentaven dominar els caribs el 1654 van documentar la presència de 3.000 negres i molts menys caribs purs ("grocs"), sense fer referència al seu estatus de llibertat o esclavitud. Aquest número fou ratificat pel coronel britànic Phillip Warner: "A Saint Vincent, una possessió francesa, hi ha uns 3000 negres, això fa que siguin més que no pas els indis". Quan els britànics van trencar el tractat que havien signat amb França i el Carib a Basse-Terre el 1668 van intentar imposar, com a primera mesura de domini, que els amerindis deixessin d'albergar els negres fugitius i que els lliuressin als britànics ràpidament.
Actualment, segons els investigadors com el lingüista especialitzat en la llengua garífuna, Itarala, la majoria dels esclaus van arribar a Saint Vincent des d'altres illes del Carib (ell creu que cap vaixell va arribar a l'arxipèlag directament des d'Àfrica) per a escapar de l'esclavitud. Així, l'illa va rebre cimarrons de les plantacions de les illes veïnes i es van diluir en la forta cultura de la resistència carib.
La majoria dels esclaus van arribar de Barbados. Saint Lucia i Grenada són dues illes de les que també hi va arribar un nombre destacat d'esclaus fugitius. Els barbadians i els saintlucians van arribar a l'illa abans de 1735. A partir de 1775 la majoria dels afroamericans que van arribar provenien de Saint Lucia i de Grenada.
Després de l'arribada a l'illa, els afrodescendents van ser rebuts pels caribs que els van oferir protecció, els van esclavitzar i es van barrejar amb ells. A més a més, dels refugiats que van arribar, els caribs van capturar esclaus de les illes veïnes (tot i que ells també tenien com a esclaus blancs i indígenes), més que no pas blancs, mentre combatien contra els britànics i els francesos. Molts dels esclaus capturats foren integrats en les seves comunitats (això va passar també en illes com Dominica), mentre els altres esclaus es barrejaven entre ells i amb la resta de la població de l'illa.
De totes maneres, alguns autors que s'oposen a Itarala, indiquen que molts dels esclaus de Saint Vincent provenien de ports esclavistes de totes la costa d'Àfrica Central i Occidental: Senegàmbia, Sierra Leone, Costa d'Ivori, Costa de l'Or, Golf de Benín, Àfrica central i altres zones d'Àfrica. Totes aquestes places van proveir milers d'esclaus a Saint Vincent, sobretot el Golf de Biafre (des d'on van arribar, aparentment, més de 20.000 esclaus, que representen el 40%) i de la Costa de l'Or (d'on van arribar més d'11.000 esclaus - el 22%).
Aquesta esclaus van conviure amb els esclaus dels caribs. Per tant, els "arquers negres", els afrodescendents que havien adoptat els costums caribs i que havien estat acceptats en una illa que va oferir molta resistència contra els imperialistes, van causar pànic entre els europeus. Un cos guerrer d'amerindis i negres lliures va constituir una amenaça pel sistema d'economia d'esclaus de plantació i un cop baix per l'ordre colonial que no estava disposat a acceptar un mestissatge que no podia controlar. Al seu torn, per a congraciar-se amb els caribs o perquè sentien que pertanyien a una mateixa nació, la majoria dels negres de Saint Vincent, a principis del segle xviii portaven taparrabos, utilitzaven arcs i sagetes, navegaven en canoes, utilitzaven les taules per als lactants, tocaven el cargol i pintaven els seus cossos amb tint vermell annatto o achiote (bixa orellana).

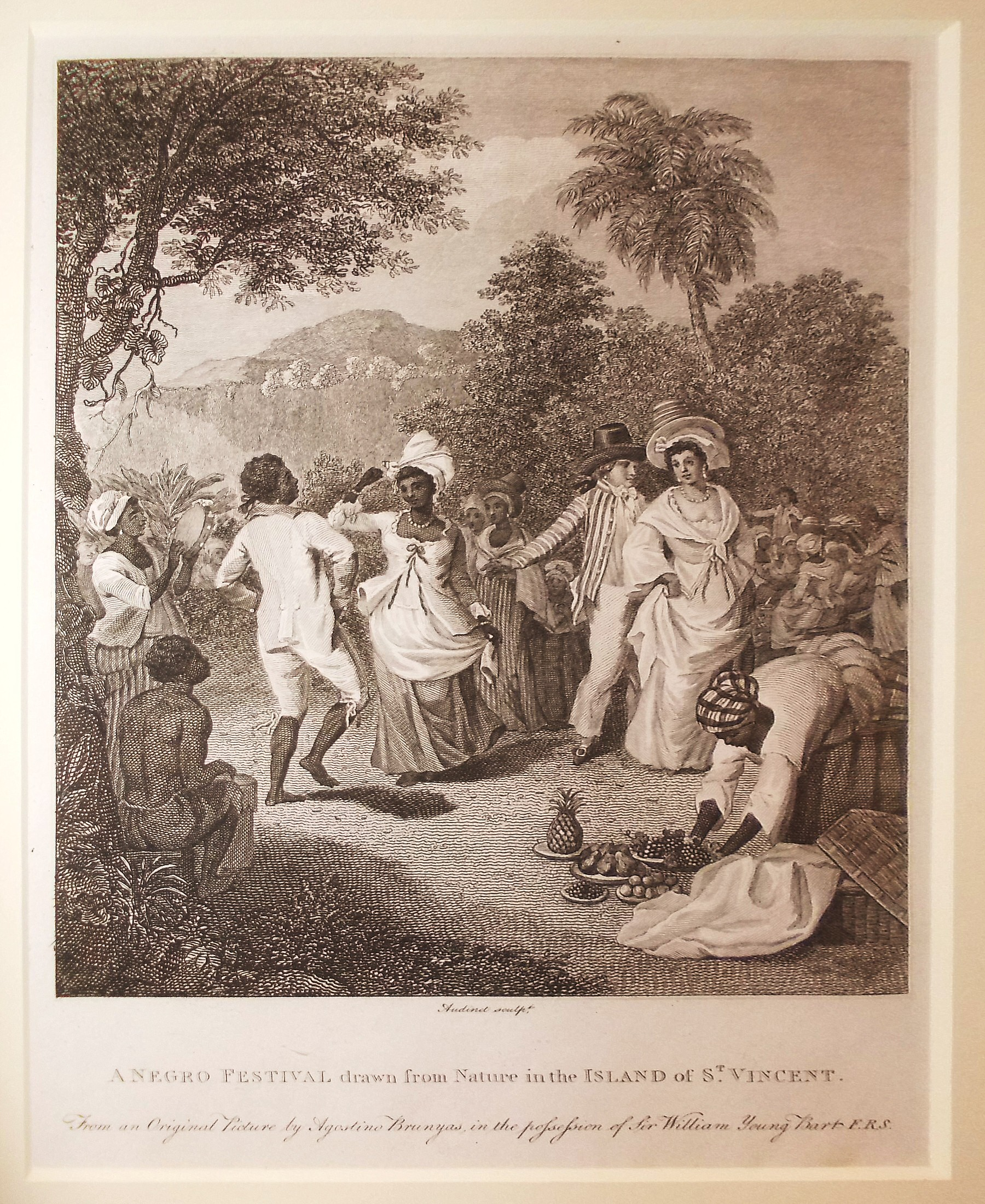
Gravat atribuït a Agostino Brunias (1801) titulat A Negro Festival drawn from Nature in the Island of St Vincent. Conservat al Museu Nacional Marítim de Greenwich.

Per altra banda, potser degut al seu domini numèric, la comunitat negra va empènyer els caribs grocs vers el sotavent de l'illa, quedant-se per a ells la majoria de les terres fèrtils i planes (però també les que eren menys febles als atacs per mar) a la banda de sobrevent. Sembla que sigui cert que el 1700 els grocs van demanar als francesos que ataquessin els caribs negres tot i que quan van veure que havien de compartir el seu escàs territori, van preferir renunciar a l'aliança.
A començament de 1719 els colons francesos de Martinica van obtenir el control de l'illa i van començar fer plantacions de cafè, tabac, indigo, cotó i sucre. Els esclaus africans treballaven en aquestes plantacions. En el mateix any, els negres i els amerindis van repel·lir una força de 500 soldats francesos i van cremar els pobles de la costa i destruir les plantacions.
El 1725 els anglesos van intentar colonitzar Saint Vincent. Segons Bryan Edwards, els negres lideraven els caribs i el seu cap parlava un "francès excelent" amb el qual va dir al capità Braithwaith que ells havien foragitat els holandesos i els anglesos abans, a més dels francesos. Després va tornar amb cinc-cents homes armats amb rifles i va dir que li estava fent un favor deixant-lo anar. Després els britànics van tornar als seus vaixells. Des de llavors, durant un llarg temps, els caps amerindis i els negres de Yurumein van vendre indigo, cotó i tabac que estava produït pels esclaus i les dones i, a canvi, van comprar armes, municións, eines i vi de les illes franceses. Segons William V. Davidson això va ser molt normal després de la dècada de 1750, quan els caribs negres de saint Vincent van prosperar i eren nombrosos. Els líders negres vivien amb moltes dones i viatjaven en canoa a les illes de Martinica, Saint Lucia i Grenada per a canviar tabac i cotó que produïen complementant el treball femení agrícola amb el treball esclau per armes i municions.
Amb el Tractat de París (1763) els francesos van cedir el control de Saint Vincent a l'Imperi Britànic, que va començar a desenvolupar un programa de plantacions colonials que fou resistit pels caribs.
Entre 1783 i 1796 hi va haver un altre conflicte entre els britànics i els caribs negres, que estaven liderats pel Cap Joseph Chatoyer. El 1797 el general britànic, Sir Ralph Abercromby va acabar amb el conflicte obert de la Segona Guerra Carib que havia rebut el suport del francès radical Victor Hugues. Més de 5.000 caribs negres foren deportats a l'illa de Roatán, a l'actual Hondures. Aquests foren els avantpassats dels garífunes.
L'esclavitud fou abolida a Saint Vincent i a les altres colònies britàniques el 1834. El període d'aprenentatge que el va seguir va acabar el 1838. Després que aquest acabés, hi va haver una escassetat de mà d'obra a les plantacions que va ser solucionada en un primer moment amb la immigració de servents (indis i portuguesos de Madeira).

## Demografia
El 2013 els afrodescendents eren la majoria de la població de Saint Vincent i les Grenadines. El 66% de la població eren negres i el 19% es considerava multiracial, la majoria dels quals eren mulats.

## Caribs negres
Els caribs negres són un grup ètnic concret de Saint Vincent que també es poden trobar a la costa del Carib, al territori continental d'Amèrica Central. Són una barreja de caribs, arawaks i africans occidentals. La seva llengua principal és l'arawak o el carib i les seves llengües secundàries són l'anglès i el francès. Hi ha moltes teories diferents que expliquen l'arribada dels africans a l'illa de Saint Vincent i la seva barreja amb els indígenes caribs. La més coneguda és la del governador anglès de Dominica Sir William Young de 1795.
Segons la història oral, anotada pel governador britànic, l'arribada d'africans a l'illa va començar amb l'encallament d'un vaixell esclavista que provenia del Golf de Biafra el 1675. Els supervivents, que eren membres del grup mokko de l'actual Nigèria (ibibios) van aconseguir arribar a la petita illa de Bequia, a l'arxipèlag de les Grenadines, des d'on els caribs se'ls van endur a Saint Vincent i els van fer els seus esclaus. Cal cap del temps es van unir en matrimoni amb membres de la població local, ja que aquests tenien el tabú que no podien quedar solters.
De totes maneres, segons Young, a causa de l'"esperit" massa independent dels esclaus, els caribs havien planejat matar tots els nens africans masculins. Quan els africans van descobrir aquest pla, es van rebel·lar i van matar tots els caribs que van poder i van fugir a les muntanyes, on es van assentar i van viure amb altres esclaus fugitius. De totes maneres, segons els investigadors com el lingüista especialitzat en la llengua garífuna, Itarala, s'inclinen a pensar, basats en evidències documentades que els esclaus provenien d'altres illes (sobretot de Barbados, Saint Lucia i Grenada) i que probablement la majoria dels afroamericans de les muntanyes també van baixar a la plana per a tenir relacions sexuals amb dones ameríndies o per a robar menjar. Aquestes relacions i els matrimonis mixtes van tenir com a conseqüència els caribs negres.
El Tractat de París de 1763 va donar Saint Vincent a la sobirania de l'Imperi Britànic. Després de les Guerres caribs, en les quals els indígenes havien rebut l'ajuda dels francesos i la mort del seu líder Joseph Chatoyer, el 1796 els caribs es van rendir als anglesos. Els britànics van considerar els garinagu com enemics i els van deportar a Roatán (illa de l'actual Hondures). En aquest procés, els britànics van separar els caribs que tenien una aparença més africana dels que tenien una aparença més ameríndia. Ells van decidir que els afroamericans eren enemics que calia exiliar i els indígenes estaven equivocats i podien quedar-se a Saint Vincent. Es van exiliar a 5.000 garinagu, però només uns 2.500 van sobreviure al viatge fins a Roatán. Com que l'illa era massa petita i infèrtil per a suportar a la població, els garífunes van demanar a les autoritats espanyoles que els permetessin assentar-se en el continent. Els espanyols els van fer treballar i els garífunes es van expandir al llarg de la costa Carib d'Amèrica Central.